# 四谷本塩町
四谷本塩町（よつやほんしおちょう）は、東京都新宿区の町名。全域で住居表示を実施している。

## 地理
新宿区南東部に位置する。北部から北東部は、靖国通りなどに接し、これを境に新宿区市谷本村町になる。町域東部は外堀通りやJR線の線路を境に千代田区五番町・六番町になる。町域南部は新宿区四谷一丁目に接する。町域西部は、新宿区四谷坂町・新宿区四谷三栄町に接する。靖国通りや外堀通り沿いにはオフィスビルが立ち並ぶが、道路から離れた地域は住宅地となっている。

## 歴史
1943年、本村町・七軒町・塩町一丁目を合わせてできた合成地名。本村町は1880年まで牛込区に属していたが、南西部（外堀から防衛省に通じる道路の南西側）のみ四谷区に編入された。四ツ谷駅前再開発事業にともない、2016年、旧四谷塩町一丁目区域の一部（財務省官舎および四谷第三小学校・四ツ谷駅前郵便局等跡地）は本塩町から分離し、四谷一丁目に編入された。旧本村町区域と塩町・七軒町区域は崖線によって隔てられており、狭い階段道が通じるだけで、外堀通り（高力坂上）から靖国通り（防衛省正門前）へ通じる坂道と、坂町坂以外に車道はない。
外堀通りを市ヶ谷から四ツ谷に向かって大きく左折して上がる坂の右側、 市谷本村町の南端に、旗本高力家旧邸に由来する「高力松」（こうりきまつ）という名木があり、外堀の空間越しに遠方からも見えることから広く知られていたが、東京大空襲で消滅した。また本塩町13番街区、雪印乳業本社の南側に、太田道灌が物見に上ったと伝える椎の老樹があり、南側の小道（雪印乳業本社と司法書士会館の間）を「椎の木横町」と呼んでいた。椎の木は地元民に愛されていたため保存運動が起こり、1964年、雪印乳業本社ビル建設に先立って本社入口に移植され、新宿区の天然記念物に指定された。しかし外堀通り拡幅のため、1996年7月、新宿区霞岳町の明治公園中央に再び移植された。（その後国立競技場改築事業の一環として聖徳記念絵画館前に仮移植されている。地元住民は駅前再開発事業用地内への帰還を望んでいるが、今後の行方については未定という。詳しくは明治公園のスダジイ参照）。
町内には、神祇伯家の末裔である白川資長子爵邸や、小泉策太郎（三申）・外交官の柳谷謙太郎邸があり、戦後は能楽師の三川泉・佐野萌邸も町内にあった。また外堀通りに面して「祥平館」という大型旅館があり、通りに面した「無用階段」はトマソン１号として知られた（駅前再開発事業用地の東端）。
塩町一丁目区域は本塩町から分離したが、再開発事業にともなって大規模な発掘調査が行なわれ、麹の醸造に使われた地下室など、江戸時代の庶民生活を窺わせる遺跡と遺物が多数出土している。塩町一丁目の「人別帳」や「町入用帳」「御用留」などの近世史料が江戸東京博物館に所蔵されており、文献史学と考古学の両面からアプローチできる、きわめて好条件の江戸遺跡として注目されている。
また、町会には大正時代に製作された大神輿があり、戦後は須賀神社の宮神輿として使われてきたが、本社神輿の新調にともない、町会に返還された。須賀神社氏子区域では最古級の町神輿である（祭礼時以外は司法書士会館ロビーに安置）。
2016年12月8日の新宿区議会において、本塩町は2017年9月19日から「四谷本塩町（よつやほんしおちょう）」に改められ、住居表示が実施されることになった。

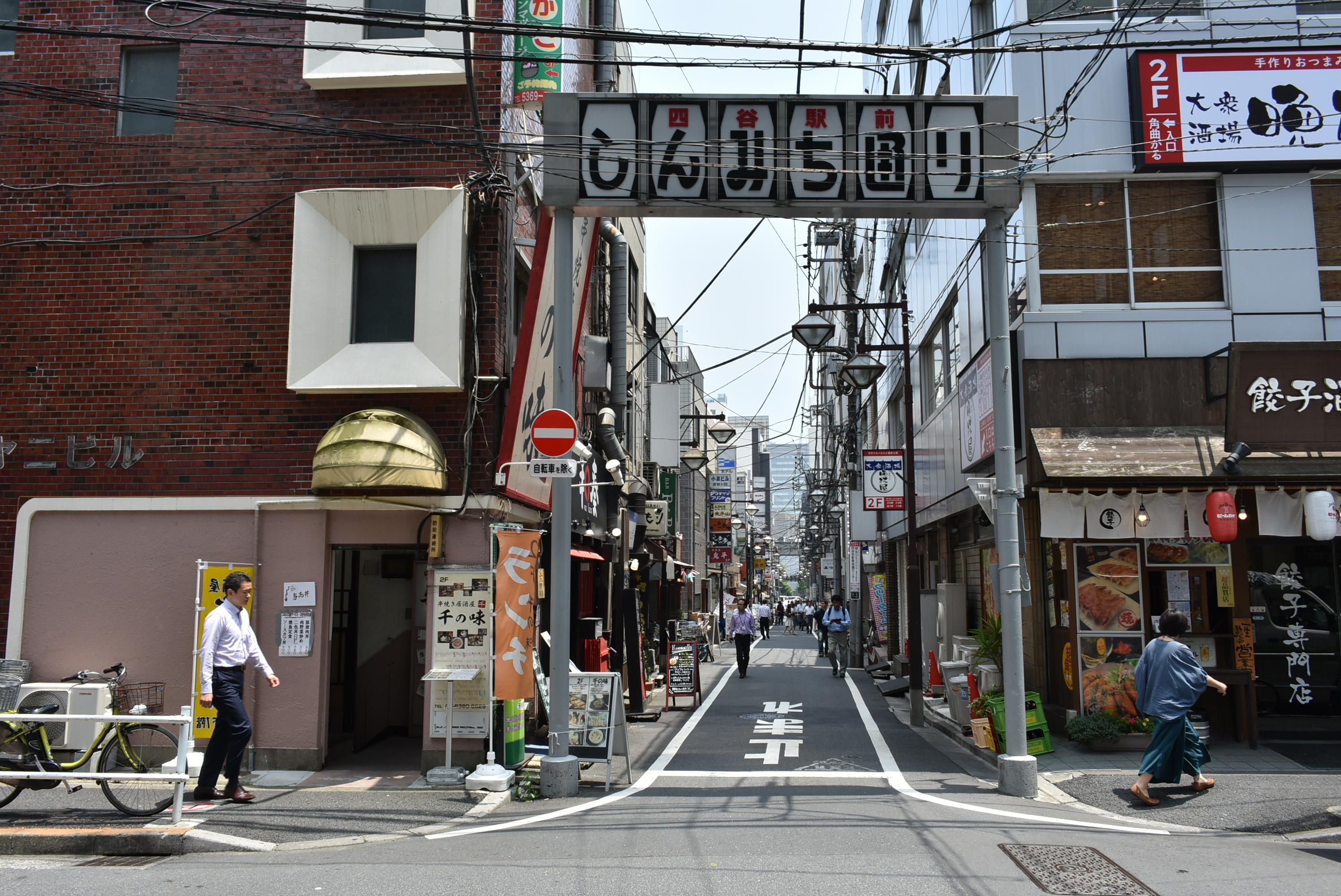
四谷駅前「しんみち通り」（2018年6月26日撮影）

## 世帯数と人口
2025年（令和7年）3月1日現在（新宿区発表）の世帯数と人口は以下の通りである。
- 世帯数 : 333世帯
- 人口 : 505人

### 人口の変遷
国勢調査による人口の推移。なお、2015年までは、本塩町を掲載。
| 年                 | 人口 |
| ------------------ | ---- |
| 1995年（平成7年）  | 774  |
| 2000年（平成12年） | 722  |
| 2005年（平成17年） | 557  |
| 2010年（平成22年） | 487  |
| 2015年（平成27年） | 412  |
| 2020年（令和2年）  | 546  |

### 世帯数の変遷
国勢調査による世帯数の推移。なお、2015年までは、本塩町を掲載。
| 年                 | 世帯数 |
| ------------------ | ------ |
| 1995年（平成7年）  | 332    |
| 2000年（平成12年） | 340    |
| 2005年（平成17年） | 267    |
| 2010年（平成22年） | 280    |
| 2015年（平成27年） | 236    |
| 2020年（令和2年）  | 364    |

## 学区
区立小・中学校に通う場合、学区は以下の通りとなる（2018年8月時点）。
- 区域 : 
  - 小学校 : 新宿区立四谷小学校
  - 中学校 : 新宿区立四谷中学校

## 交通
町域内には鉄道駅はないが、南西部方向に地下鉄丸ノ内線・JR中央線の四ツ谷駅が至近にある。
かつては都電3・12系統の停留所として「本塩町」があった（町名成立前は「本村町」）。外堀通りが狭隘であったことから、1970年に廃止されるまで、道路上にプラットホームはなく、車道から直接乗降する略式の停留所であった。1980年に都営新宿線が開通したのに合わせて、外堀通りを通る代替バスも廃止され、「本塩町」のバス停も消滅した（電停・バス停は、雪印乳業本社前付近にあった）。
町内の靖国通り側には「防衛省前」のバス停がある。

## 事業所
2021年（令和3年）現在の経済センサス調査による事業所数と従業員数は以下の通りである。
- 事業所数 : 114事業所
- 従業員数 : 4,237人

## 施設
- 雪印メグミルク（旧・雪印乳業）本社[注釈 4]
- 三陽商会本社
- 司法書士会館
- 帝国データバンク史料館
- 前川建築設計事務所
- 新宿区立本塩町地域交流館
- 新宿区立本塩町児童館
- 社会福祉法人日本視覚障害者職能開発センター

## その他
- 郵便番号 : 160-0003[3]（集配局 : 新宿郵便局[16]）。